# Rhammatocerus
Rhammatocerus is een geslacht van rechtvleugeligen uit de familie veldsprinkhanen (Acrididae). De wetenschappelijke naam van dit geslacht is voor het eerst geldig gepubliceerd in 1861 door Saussure.

## Soorten
Het geslacht Rhammatocerus omvat de volgende soorten:
- Rhammatocerus alticola Hebard, 1923
- Rhammatocerus brasiliensis Bruner, 1904
- Rhammatocerus brunneri Giglio-Tos, 1895
- Rhammatocerus cyanipes Fabricius, 1775
- Rhammatocerus excelsus Bruner, 1904
- Rhammatocerus gregarius Saussure, 1861
- Rhammatocerus guerrai Assis-Pujol, 1997
- Rhammatocerus palustris Carbonell, 1988
- Rhammatocerus peragrans Stål, 1861
- Rhammatocerus pictus Bruner, 1900
- Rhammatocerus pratensis Bruner, 1904
- Rhammatocerus pseudocyanipes Assis-Pujol, 1997
- Rhammatocerus schistocercoides Rehn, 1906
- Rhammatocerus suffusus Rehn, 1906
- Rhammatocerus variabilis Bruner, 1900
- Rhammatocerus varipes Bruner, 1905
- Rhammatocerus viatorius Saussure, 1861
- Rhammatocerus victori Alves Dos Santos & Assis-Pujol, 2003